# Lauschütz
Lauschütz (niedersorbisch Łužyca) ist ein Ortsteil der Gemeinde Schenkendöbern im Nordosten des brandenburgischen Landkreis Spree-Neiße.

## Lage
Lauschütz liegt im Norden der Niederlausitz elf Kilometer nordwestlich der Stadt Guben. Benachbarte Orte sind Sembten im Norden, die zu Guben gehörenden Ortsteile Bresinchen und Groß Breesen im Osten, Grano im Süden, Krayne im Südwesten, Groß Drewitz im Westen sowie das zur Gemeinde Neuzelle im Landkreis Oder-Spree gehörende Göhlen im Nordwesten.
Durch Lauschütz verläuft die Landesstraße 46. Östlich verläuft die Bundesstraße 112 nach Forst (Lausitz). Zum Ort gehört der Wohnplatz Lauschützer Mühle.
Durch den Ort fließt die Lutzke.

## Geschichte
Lauschütz wurde im Jahr 1416 unter dem Namen Lusicz erstmals urkundlich erwähnt und gehörte damals als Vasallendorf zum Stift Neuzelle. Die Schreibweise des Ortes, welcher sorbischer Abstammung ist, änderte sich im Laufe der Zeit über Lausitz und Lautzsch zum heutigen Lauschütz. Der Ort war zunächst in Besitz der Familie von Bomsdorf und wechselte daraufhin bis 1817 mehrmals den Besitzer. Ab 1817 stand der Ort unter Stiftsherrschaft.
Im Jahr 1923 wurde Lauschütz an die Gubener Krigssiedlungsgesellschaft verkauft und von nach dem Ersten Weltkrieg aus den Ostgebieten des Deutschen Reiches vertriebenen besiedelt, weshalb die Einwohnerzahl des Ortes stark anstieg.
Lauschütz war nach Grano gepfarrt. Der Ort verfügte zudem über keine eigene Schule, die nächstgelegene Schule befand sich im benachbarten Sembten.
Nach dem Wiener Kongress kam die Niederlausitz mit dem Dorf Lauschütz an das Königreich Preußen. Dort lag der Ort im Amtsbezirk Bomsdorf im Landkreis Guben. Am 25. Juli 1952 wurde Lauschütz dem neu gebildeten Kreis Guben im Bezirk Cottbus zugeteilt und lag nach der Wende im Landkreis Guben in Brandenburg. Nach der Kreisreform in Brandenburg am 6. Dezember 1993 kam Lauschütz zum neu gebildeten Landkreis Spree-Neiße. Am 31. Dezember 1998 wurde Lauschütz ein Teil der neu gebildeten Gemeinde Lutzketal, diese wurde am 26. Oktober 2003 mit den bis dahin ebenfalls selbstständigen Gemeinden Atterwasch, Bärenklau, Gastrose-Kerkwitz, Grabko und Pinnow-Heideland zu der neuen Gemeinde Schenkendöbern zusammengelegt.

### Bevölkerungsentwicklung
| 1875 | 48  | 1939 | 167 | 1981 | 127 |
| 1890 | 56  | 1946 | 246 | 1985 | 125 |
| 1910 | 50  | 1950 | 240 | 1989 | 114 |
| 1925 | 164 | 1964 | 161 | 1992 | 112 |
| 1933 | 177 | 1971 | 141 | 1997 | 155 |

## Sehenswürdigkeiten

### Naturschutzgebiete
Südwestlich von Lauschütz erstreckt sich das 544,75 ha große Naturschutzgebiet Krayner Teiche/Lutzketal.
(siehe auch Liste der Naturschutzgebiete in Brandenburg)

## Persönlichkeiten
- Hans-Joachim Kalke (* 1926), Politiker (DBD)

## Nachweise
1. ↑  Gemeinde- und Ortsteilverzeichnis des Landes Brandenburg. Landesvermessung und Geobasisinformation Brandenburg (LGB), abgerufen am 29. Dezember 2020.
2. ↑  Der Landschleicher - Lauschütz. In: rbb-online.de. Rundfunk Berlin-Brandenburg, 15. August 1999, abgerufen am 7. April 2017.
3. 1 2  Chronik Lauschütz. In: schenkendoebern.de. Abgerufen am 7. April 2017.
4. ↑  Lauschütz in der Datenbank des Vereins für Computergenealogie. Abgerufen am 5. April 2017.
5. ↑  Historisches Gemeindeverzeichnis des Landes Brandenburg 1875 bis 2005. (PDF; 331 KB) Landkreis Spree-Neiße. Landesbetrieb für Datenverarbeitung und Statistik Land Brandenburg, Dezember 2006, abgerufen am 7. April 2017.
6. ↑  Krayner Teiche/Lutzketal (Karte) auf protectedplanet.net